# Scottish FA Cup 1977/78
Der Scottish FA Cup wurde 1977/78 zum 93. Mal ausgespielt. Der wichtigste schottische Fußball-Pokalwettbewerb, der vom Schottischen Fußballverband geleitet und ausgetragen wurde, begann am 17. Dezember 1977 und endete mit dem Finale am 6. Mai 1978 im Hampden Park von Glasgow. Als Titelverteidiger startete Celtic Glasgow in den Wettbewerb, der sich im Vorjahresfinale im Old Firm gegen die Rangers durchsetzen konnte. Im diesjährigen Endspiel um den Schottischen Pokal standen sich die Rangers und der FC Aberdeen gegenüber. Die Rangers konnten durch Tore von Alex MacDonald und Derek Johnstone das Spiel mit 2:1 (Tor von Aberdeen: Steve Ritchie) für sich entscheiden und zum insgesamt 22. Mal den Pokalsieg in Schottland feiern. In der Saison 1977/78 gewannen die Rangers das Triple aus Meisterschaft, Pokal und Ligapokal. Aufgrund des Sieges in der Meisterschaft nahmen die Rangers am Europapokal der Landesmeister 1978/79 teil, und schieden dort erst im Viertelfinale gegen den 1. FC Köln aus. Der FC Aberdeen nahm derweil als Verlierer des Endspiels am Europapokal der Pokalsieger teil und verlor in der zweiten Runde gegen Fortuna Düsseldorf.

## 1. Runde
Ausgetragen wurden die Begegnungen am 17. Dezember 1977. Das Wiederholungsspiel fand am 21. Dezember 1977 statt.
|                                  | Ergebnis |                   |
| -------------------------------- | -------- | ----------------- |
| Brechin City                     | 2:0      | FC Falkirk        |
| Burntisland Shipbuilding Company | 1:4      | Berwick Rangers   |
| FC Civil Service Strollers       | 4:3      | FC Selkirk        |
| Dunfermline Athletic             | 0:0      | FC Clyde          |
| FC Caledonian                    | 5:0      | Inverness Thistle |
| Raith Rovers                     | 1:0      | FC Stenhousemuir  |

### Wiederholungsspiel
|          | Ergebnis |                      |
| -------- | -------- | -------------------- |
| FC Clyde | 0:3      | Dunfermline Athletic |

## 2. Runde
Ausgetragen wurden die Begegnungen am 7. Januar 1978. Das Wiederholungsspiel fand am 14. Januar 1978 statt.
|                    | Ergebnis |                            |
| ------------------ | -------- | -------------------------- |
| Albion Rovers      | 1:0      | Buckie Thistle             |
| Berwick Rangers    | 6:0      | Raith Rovers               |
| Brechin City       | 1:0      | Dunfermline Athletic       |
| FC Caledonian      | 4:0      | FC Civil Service Strollers |
| Meadowbank Thistle | 2:1      | FC East Stirlingshire      |
| FC Peterhead       | 1:1      | FC Cowdenbeath             |
| FC Stranraer       | 0:1      | FC Queen’s Park            |
| FC Vale of Leithen | 4:1      | Forfar Athletic            |

### Wiederholungsspiel
|                | Ergebnis |              |
| -------------- | -------- | ------------ |
| FC Cowdenbeath | 5:0      | FC Peterhead |

## 3. Runde
Ausgetragen wurden die Begegnungen zwischen dem 28. Januar und 7. Februar 1978. Die Wiederholungsspiele fanden am 7. und 27. Februar 1978 statt.
|                     | Ergebnis |                     |
| ------------------- | -------- | ------------------- |
| FC Arbroath         | 0:4      | FC Motherwell       |
| Berwick Rangers     | 2:4      | Glasgow Rangers     |
| Hamilton Academical | 1:4      | Dundee United       |
| Hibernian Edinburgh | 4:0      | FC East Fife        |
| Meadowbank Thistle  | 2:1      | FC Caledonian       |
| Queen of the South  | 2:2      | FC Montrose         |
| Alloa Athletic      | 2:2      | FC Dumbarton        |
| FC Vale of Leithen  | 0:1      | FC Queen’s Park     |
| Albion Rovers       | 0:1      | Greenock Morton     |
| Partick Thistle     | 1:1      | FC Cowdenbeath      |
| FC Aberdeen         | 2:0      | Ayr United          |
| Airdrieonians FC    | 2:3      | Heart of Midlothian |
| Celtic Glasgow      | 7:1      | FC Dundee           |
| FC St. Mirren       | 1:2      | FC Kilmarnock       |
| FC St. Johnstone    | 1:0      | Brechin City        |
| Stirling Albion     | 3:0      | FC Clydebank        |

### Wiederholungsspiele
|                | Ergebnis |                    |
| -------------- | -------- | ------------------ |
| FC Dumbarton   | 2:1      | Alloa Athletic     |
| FC Montrose    | 1:3      | Queen of the South |
| FC Cowdenbeath | 0:1      | Partick Thistle    |

## Achtelfinale
Ausgetragen wurden die Begegnungen am 18. und 27. Februar, sowie am 4. März 1978. Die Wiederholungsspiele fanden vom 4. bis 6. März 1978 statt.
|                     | Ergebnis |                     |
| ------------------- | -------- | ------------------- |
| FC Aberdeen         | 3:0      | FC St. Johnstone    |
| Celtic Glasgow      | 1:1      | FC Kilmarnock       |
| Dundee United       | 3:0      | Queen of the South  |
| FC Dumbarton        | 1:1      | Heart of Midlothian |
| Hibernian Edinburgh | 0:0      | Partick Thistle     |
| Greenock Morton     | 3:0      | Meadowbank Thistle  |
| FC Motherwell       | 1:3      | FC Queen’s Park     |
| Glasgow Rangers     | 1:0      | Stirling Albion     |

### Wiederholungsspiele
|                     | Ergebnis |                     |
| ------------------- | -------- | ------------------- |
| Heart of Midlothian | 0:1      | FC Dumbarton        |
| FC Kilmarnock       | 1:0      | Celtic Glasgow      |
| Partick Thistle     | 2:1      | Hibernian Edinburgh |

## Viertelfinale
Ausgetragen wurden die Begegnungen am 11. März 1978. Das Wiederholungsspiel fand am 15. März 1978 statt.
|                 | Ergebnis |                 |
| --------------- | -------- | --------------- |
| FC Aberdeen     | 2:2      | Greenock Morton |
| Dundee United   | 2:0      | FC Queen’s Park |
| Partick Thistle | 2:1      | FC Dumbarton    |
| Glasgow Rangers | 4:1      | FC Kilmarnock   |

### Wiederholungsspiel
|                 | Ergebnis |             |
| --------------- | -------- | ----------- |
| Greenock Morton | 1:2      | FC Aberdeen |

## Halbfinale
Ausgetragen wurden die Begegnungen am 5. und 12. April 1978 im Hampden Park von Glasgow.
|               | Ergebnis |                 |
| ------------- | -------- | --------------- |
| FC Aberdeen   | 4:2      | Partick Thistle |
| Dundee United | 0:2      | Glasgow Rangers |

## Finale
| Glasgow Rangers                       | Glasgow Rangers | FC Aberdeen | FC Aberdeen |
| ------------------------------------- | --- | --- | ----------- |
| Glasgow Rangers                       | \| Finale \| \| 6. Mai 1978 in Glasgow (Hampden Park) \| \| Ergebnis: 2:1 (1:0) \| \| Zuschauer: 61.563 \| \| Schiedsrichter: Brian McGinlay \| \| Spielbericht \|                                        | \| Finale \| \| 6. Mai 1978 in Glasgow (Hampden Park) \| \| Ergebnis: 2:1 (1:0) \| \| Zuschauer: 61.563 \| \| Schiedsrichter: Brian McGinlay \| \| Spielbericht \|                                       | FC Aberdeen |
| Glasgow Rangers                       | Peter McCloy – Sandy Jardine, Colin Jackson, John Greig, Tom Forsyth – Tommy McLean, Bobby Russell, Alex MacDonald, Davie Cooper (Kenny Watson) – Derek Johnstone, Gordon Smith Cheftrainer: Jock Wallace | Bobby Clark – Stuart Kennedy, Willie Miller, Willie Garner, Steve Ritchie – Ian Fleming (Ian Scanlon), Dom Sullivan, John McMaster, Duncan Davidson – Drew Jarvie, Joe Harper Cheftrainer: Billy McNeill | FC Aberdeen |
| Glasgow Rangers                       | 1:0 Alex MacDonald (35.) 2:0 Derek Johnstone (57.) | 2:1 Steve Ritchie (85.) | FC Aberdeen |
| Finale                                | | |             |
| 6. Mai 1978 in Glasgow (Hampden Park) | | |             |
| Ergebnis: 2:1 (1:0)                   | | |             |
| Zuschauer: 61.563                     | | |             |
| Schiedsrichter: Brian McGinlay        | | |             |
| Spielbericht                          | | |             |